# Улица Чкалова (Иркутск)
Улица Чка́лова (до 1920 года — Мы́льниковская) — улица в Правобережном округе города Иркутска. Находится в северо-западной части исторического центра. Одна из магистральных улиц города.

## История
В сентябре 2011 года в рамках программы «Любимому городу — новые скверы» приуроченной к юбилею Иркутска, на месте пересечения улиц Чкалова и 5-й Армии был разбит сквер. На некогда неблагоустроенном участке выложили тротуарную плитку, установили скамейки и посадили новые кусты и деревья.
1 ноября 2011 года на улице открылся первый отель мирового уровня в городе — «Кортъярд Марриотт». Напротив него завершается строительство здания Федерального арбитражного суда Восточно-Сибирского округа.
24 ноября 2013 года по улице Чкалова прошла эстафета Олимпийского огня.

## Расположение
Улица Чкалова начинается от Бульвара Гагарина. Направляясь на северо-восток, пересекает улицу 5-й Армии, съезд Глазковского моста (одновременно и улицу Степана Разина) и Марата. Заканчивается, упираясь в улицу Ленина и площадь Графа Сперанского. С северной стороны к улице Чкалова примыкают улицы Гаврилова и Бограда, переулок Гершевича; с южной — Черемховский переулок. Параллельно Чкалова расположены улицы Сурикова, Цесовская набережная, Российская.

## Транспорт

### Общественный
На улице Чкалова находится два остановочных пункта общественного транспорта. Остановка «Бытова́я» (двусторонняя) расположена практически сразу же после съезда с Глазковского моста в сторону улицы Ленина. Здесь останавливаются около 60 маршрутов рейсовых автобусов и маршрутные такси, которые курсируют с левеборежной части города в правобережную и обратно.
Вторая остановка «Площадь Кирова» (односторонняя) по сути считается остановкой «Сквер Кирова», что находится в 20 метрах на улице Ленина.

## Здания и сооружения
- № 2 — 5-й корпус ИГУ: факультет Филологии и журналистики, факультет Психологии, Исторический факультет.
- № 7 — Специальная коррекционная школа № 2 для детей с умственной отсталостью.
- № 15 — Новопостроенная 10-этажная четырёхзвёздочная гостиница «Кортъярд Марриотт» компании «Marriott».
- № 12/1 — Здание Федерального арбитражного суда Восточно-Сибирского округа[4].
- № 37 — ОАО Восточно-Сибирское речное пароходство.
- № 38 — Представительство МИД РФ в городе Иркутске.
- № 39 — Иркутскстат, Территориальный орган Федеральной службы государственной статистики по Иркутской области.